# Дечји омбудсман
Дечји омбудсман је представник кога именују органи власти или невладине организације са задатком да штити дечја права, да истражује жалбе о кршењу ових права и предлаже решења. Појам „омбудсман” потиче из шведског језика и значи „представник” и први пут је успостављен у Шведској 1809. Од тада се функција омбудсмана проширила на многе земље и области живота и права (здравство, дечја заштита, образовање и др.). Данас је дечји омбудсман израз демократске институционалне контроле којом се остварује достојанственији положај деце у друштву и успешно штите њихова основна права.